# Transzendentalphilosophie
Der Begriff Transzendentalphilosophie umfasst philosophische Systeme und Ansätze, die die Grundstrukturen des Seins nicht durch eine Ontologie (Theorie des Seienden), sondern im Rahmen des Entstehens und Begründens von Wissen über das Sein beschreiben. Indem transzendentale Ansätze die Bedingungen der Erkenntnis untersuchen, die vor jeder Erfahrung (a priori) im Subjekt liegen, wird der Metaphysik als universelle Grundlagentheorie eine Erkenntniskritik vorgeschaltet. Die Transzendentalphilosophie ist somit auch Kritik der herkömmlichen Metaphysik.
Mit der Transzendentalphilosophie verband zuerst Immanuel Kant den Anspruch, eine völlig neue Grundlage der Philosophie geschaffen zu haben. In der Folgezeit wurde immer wieder versucht, den transzendentalphilosophischen Fragestellungen auf eine neue Weise nachzugehen. Dazu zählen der Deutsche Idealismus, der Neukantianismus und die Phänomenologie und – in jüngerer Zeit – der Methodische Konstruktivismus und verschiedene Einzelentwürfe in der Gegenwart. In der analytischen Philosophie wurde die Fragestellung seit Strawson mit der Diskussion transzendentaler Argumente wieder aufgenommen.
Moderne Themen der Transzendentalphilosophie sind Letztbegründungen, das Leib-Seele-Problem in der Philosophie des Geistes, das intersubjektive Verhältnis zum Anderen und die z. T. damit zusammenhängende Thematik der Anerkennung.

## Herkunft der Bezeichnung
Die Bezeichnung „Transzendentalphilosophie“ wurde maßgeblich von Kant in seinem erkenntnistheoretischen Hauptwerk, der Kritik der reinen Vernunft (1781/²1787) geprägt. Kant trennte zum ersten Mal in der Geschichte der Philosophie die Bedeutung der Begriffe „transzendent“ und „transzendental“. Er bezog beide Begriffe auf die Möglichkeit von Erkenntnis. Als Wissenschaft von den allgemeinen und notwendigen Bedingungen der Erkenntnis definiert Kant die Transzendentalphilosophie als ein System von Begriffen, das die Möglichkeit behandelt, Gegenstände oder Sachverhalte „a priori“ zu erkennen (Immanuel Kant: AA III, 43). Hingegen sind Gegenstände oder Sachverhalte transzendent, die nicht Gegenstand einer möglichen Erkenntnis sind.

## Kritik der reinen Vernunft

### Die Konzeption Kants
Historisch ist Kants Projekt einer Transzendentalphilosophie als methodische Reflexion auf das Erkenntnisvermögen vernünftiger Wesen (Immanuel Kant: AA XVIII, 20) und als Antwort auf den Streit zwischen Empirismus und Rationalismus zu verstehen. Empiristen wie John Locke waren der Auffassung, dass nur die sinnliche Wahrnehmung Erkenntnisse liefert; ohne diese ist der Verstand ein weißes Blatt Papier, eine Tabula rasa. Die Rationalisten in der Tradition von Descartes und Leibniz, in der Kant zunächst auch stand, nahmen hingegen an, dass nur der Verstand zu täuschungsfreier Erkenntnis der Dinge fähig ist. Die unbeständigen dunklen Empfindungen werden erst durch den Verstand klar und deutlich geordnet.
In der Kritik der reinen Vernunft, die sowohl den Empiristen als auch den Rationalisten widersprach, entwickelte Kant einen Ansatz, mit dem er vor allem auch den skeptischen Empirismus David Humes zurückweist. Kants Lösung ist ein Sowohl-als-auch. Für jede nicht-analytische Erkenntnis bedarf der Mensch ebenso der Begriffe, die er im Verstand bildet, wie der sinnlichen Anschauung. Sinnlichkeit und Verstand sind die beiden einzigen, gleichberechtigten und voneinander abhängigen Quellen der Erkenntnis. „Gedanken ohne Inhalt sind leer, Anschauungen ohne Begriffe sind blind.“ (Immanuel Kant: AA III, 75)
Dabei fragte Kant nicht, wie Gegenstände richtig erkannt werden, sondern vor allem nach den im Subjekt liegenden Voraussetzungen von Erkenntnis, in seinen Worten – nach den Bedingungen der Möglichkeit von Erkenntnis. Dabei geht es nicht um die physiologischen, psychologischen oder logischen Voraussetzungen der Erkenntnis, sondern um die Strukturbedingungen des Erkenntnisvorgangs. Kant entwickelte hierzu die Theorie, dass der Mensch über die reinen Anschauungsformen des Raumes und der Zeit verfügt und anhand von Kategorien die Erscheinungen der Gegenstände zu einer Erkenntnis zusammenführt. Für die Aneignung der inneren und äußeren Welt benötigt der Mensch Grundstrukturen, die in ihm selbst als erkennendem Subjekt liegen. Voraussetzung aber (dass Anschauungen einen Inhalt erhalten) war für Kant die sinnliche Wahrnehmung. Die Erkenntnisse der Bedingungen der Erkenntnis selbst, die vor aller Erfahrung liegen, nennt Kant transzendental (Immanuel Kant: AA IV, 373). Entscheidend für die kantische Erkenntnistheorie ist, dass der Mensch die Wirklichkeit der Gegenstände nicht unmittelbar wahrnimmt, sondern die Erscheinungen der Gegenstände in seinem Bewusstsein formt. Wirklich ist die Erscheinung, während die Welt bzw. deren Einzelobjekte als Ding an sich unerkennbar bleiben.
Der Bereich möglicher Erkenntnis wird damit auf die Verarbeitung der Erfahrung und die Strukturen dieser Verarbeitung beschränkt: Durch die reinen Anschauungsformen Raum und Zeit sowie die Kategorien ist bestimmt, welche Gegenstände und Sachverhalte überhaupt und auf welche Weise diese erkannt werden können. Da alle Erkenntnis unter diesen Bedingungen steht, erfasst sie nicht das „Ding an sich an sich selbst betrachtet“. Damit meint Kant dasjenige, was vom Objekt übrig bleibt, wenn vom subjektiven Anteil der Erkenntnis, die wir davon haben, abgesehen wird. Für Kant ist dieses Ding an sich, auch als Noumenon bezeichnet, aber unerkennbar, wir verfügen darüber nur als Grenzbegriff unserer Erkenntnisfähigkeiten. Gegenstand (objektiver) Erkenntnis ist aber lediglich die sinnlich wahrnehmbare Welt der Erscheinungen (Phänomene).
Die Verstandesbegriffe sind Funktionen des menschlichen Erkenntnisvermögens. Sie geben der Wahrnehmung die formale Struktur und ermöglichen damit erst deren Erkennbarkeit, indem sie das eigentliche Erkenntnisobjekt erschaffen. Bestimmungen wie „Notwendigkeit und strenge Allgemeinheit“ (Immanuel Kant: AA III, 29) entspringen den Kategorien des Verstandes, nicht der Wahrnehmung. Die Verknüpfung der Gedankenbestimmungen ist das Urteil. Diese synthetische Leistung wird vom Selbstbewusstsein erbracht.
„‚Ich bin mir selbst ein Gegenstand der Anschauung und des Denkens‘ ist ein synthetischer Satz a priori und der Grundsatz der Transzendentalphilosophie.“ (Immanuel Kant: Vorlesungen über Metaphysik)
Im Bewusstsein findet ein Denkprozess statt, in dem die Vernunft sich selbst zum Gegenstand hat. Das Erscheinende setzt ein denkendes Subjekt voraus. Der Mensch denkt nicht nur die Kausalität, sondern er weiß auch, dass er diesen Gedanken hat. Er wird in der Reflexion sein eigenes mentales Objekt. Diese Selbstbezüglichkeit der Vernunft im Erkenntnisprozess formulierte Kant als obersten Grundsatz aller synthetischen Urteile:
„[D]ie Bedingungen der Möglichkeit der Erfahrung überhaupt sind zugleich Bedingungen der Möglichkeit der Gegenstände der Erfahrung und haben darum objective Gültigkeit in einem synthetischen Urtheile a priori.“ (Immanuel Kant: AA III, 145)
Das „transzendentale Ich“ als bloß logisch formale Identitätsbestimmung der Vernunft, ohne das für ihn ein Denkvorgang nicht vorstellbar war, nannte Kant die synthetische Einheit der transzendentalen Apperzeption. Dieses reine Ich ist ein bloßer Gedanke des gegenstandskonstituierenden Bewusstseins, also vor jeder Erfahrung und kein Element der Dinge an sich und kein Objekt der Wahrnehmung. Als oberstes Prinzip des Denkens ist es Ausgangspunkt aller Erkenntnis, immer gegenwärtig und nicht aus einer anderen Vorstellung ableitbar und damit der höchste Punkt der Transzendentalphilosophie (Immanuel Kant: AA III, 109).
Das besondere Interesse, Aussagen über transzendente Gegenstände wie Gott, über die Unendlichkeit oder über die Freiheit des Menschen zu machen, das Kant der Vernunft unterstellt, kann demzufolge nur durch Spekulation oder Glauben, nicht durch Wissen gestillt werden. Begriffe, die sich auf etwas Transzendentes beziehen, benötigt der Mensch als „regulative Ideen“, um sich in der Welt praktisch und theoretisch zu orientieren; sie haben aber keinen objektiven Gehalt. Dabei ging es Kant nicht um eine grundsätzliche Ablehnung von Metaphysik. Im Gegenteil war er der Auffassung, dass der Mensch über ein Streben nach einer Erweiterung seines Wissens verfügt, das zu seinem Wesen gehört (Immanuel Kant: AA IV, 9).
Die Methode der Transzendentalphilosophie hilft ihm aber, klarer zu erkennen, wo er sich in den Bereich der Spekulation begibt. Eine Metaphysik, die gegen die Bedingungen der Möglichkeit von Erkenntnis verstößt, kann keine gültige Metaphysik sein. Kant hat selbst versucht, sein methodisches Prinzip aus der reinen Vernunft im Bereich der Naturwissenschaften in den  Metaphysischen Anfangsgründen der Naturwissenschaft und im Bereich der Ethik mit der Metaphysik der Sitten in die Praxis umzusetzen.

### Kritische Rezeption
Verschiedenste Rezipienten vertraten die Auffassung, die Anwendung der kritischen Methode Kants auf seine eigene Philosophie zeige, dass einige dort aufgestellte Thesen Kants eigenem Maßstab nicht gerecht werden:
- Herder wandte sich mit seiner Metakritik zur Kritik der reinen Vernunft von 1799 und der Kalligone (1800) gegen die Transzendentalphilosophie Kants: Die Vernunft sei selbst erfahrungsabhängig, müsse erst erworben werden und könne deswegen nicht vor aller Erfahrung postuliert werden. Schon Hamann hielt Kant in diesem Sinne vor, dass er nicht berücksichtige, dass die Sprache und Geschichte vor der Vernunft konstitutiv für die menschliche Erkenntnis sei.
- Im Zentrum der Kritik an der kantischen Erkenntnistheorie steht das Konzept der Dinge an sich. Bereits Jacobi[15] – wie später auch Fichte und andere – verwies darauf, dass der Vorgang des „Affizierens“ der Sinne bei Kant gegen dessen ausdrückliche Behauptung einen Vorgang von Ursache und Wirkung beschreibe und damit dem Konzept von Kausalität als reinem Verstandesbegriff widerspreche. Insofern biete die Kritik der reinen Vernunft keine Lösung im Streit von Realismus und Idealismus.
- Ein weiterer Ansatz zur Kritik war von Anfang an Kants Auffassung von Raum und Zeit.[16]
- Ein auch heute noch häufig geäußerter Kritikpunkt richtet sich gegen die Urteilstafel, für die es in der Kritik der reinen Vernunft keine ausreichende Begründung gibt.[17] Kant fasste hier affirmativ Urteilsformen der traditionellen Logik systematisch zusammen, ohne ihre Allgemeinheit und Notwendigkeit zu begründen. Schopenhauer reduzierte die Kategorien auf die Kausalität. In einer kritischen Analyse kam der Logiker Peirce auf eine Anzahl von drei Grundkategorien. Cassirer sprach von nicht starren Funktionen des Verstandes.
- Für Dilthey war das Leben als solches der Ausgangspunkt aller Begründung. „Das Leben selber, die Lebendigkeit, hinter die ich nicht zurückgehen kann, enthält Zusammenhänge, an welchen dann alles Erfahren und Denken expliziert. Und hier liegt nun der für die ganze Möglichkeit des Erkennens entscheidende Punkt.“[18]
- Von Leonard Nelson stammt die Argumentation, dass eine Erkenntnistheorie sich in ein Begründungsparadoxon verstrickt, insofern sie auch ihre eigene Wahrheit selbst begründen muss, wenn sie wissenschaftlichen Ansprüchen genügen soll.
- Bereits Fries[19] und Peirce[20] hatten darauf hingewiesen, dass theoretische Aussagen, die auf Erfahrung beruhen, stets fallibel sind. Aussagen Kants zum (dreidimensionalen) Raum, zur (linearen) Zeit, zur euklidischen Geometrie, zur Abgeschlossenheit der Logik oder zu den physikalischen Gesetzen Newtons, die er als allgemeingültige Naturgesetze betrachtete, haben sich durch die Weiterentwicklung der Naturwissenschaften als nicht mehr haltbar erwiesen.[21] Popper hielt in der Folge synthetische Urteile a priori für möglich, vertrat aber die Auffassung, dass diese nicht mit Notwendigkeit aufgestellt werden können.[22] Eine radikalere Position stammt von Quine, der in seinem Aufsatz „Zwei Dogmen des Empirismus“ bestritt, dass synthetische Urteile a priori überhaupt möglich sind, und damit eine Transzendentalphilosophie grundsätzlich ablehnte.

Wenn Kant selbst auch in der Kritik der reinen Vernunft den Anspruch erhob, hinreichende Gründe für eine apodiktische Gültigkeit seiner Thesen geliefert zu haben, so hatte er in der Einleitung hervorgehoben, dass seine Ausführungen methodisch in Hinblick auf die Frage nach den Bedingungen der Möglichkeit von Erkenntnis als Hypothese aufzufassen seien. Er sprach von einem „Experiment der reinen Vernunft“ (Immanuel Kant: AA III, 14). Insofern wird seine Grundsatzfrage nach den Grenzen der Erkenntnis durch die Kritiken an einzelnen Lösungskonzepten nicht aufgehoben, sondern wirkt bis in die Gegenwartsphilosophie.

## Transzendentalphilosophie im Deutschen Idealismus
In Kants erkenntniskritischer Methode wird Subjekt reflexiv zum Objekt der eigenen Betrachtung. Mit dieser Akzentverschiebung wurde Kant zum Ideengeber des Deutschen Idealismus. Die Systeme von Fichte und Schelling lehnen jedoch die prinzipielle Unerkennbarkeit des „Ding an sich“, die Kant behauptet hatte, ab. Sie gehen von einem Konzept des transzendentalen Ich aus, das den Unterschied zwischen den zwei „Stämmen der Erkenntnis“ Kants aufhebt, denn Fichte und Schelling setzten das „Ich“ als ein absolutes, in dem die Innenwelt und die Außenwelt zur Einheit werden. Die Transzendentalphilosophie wird nun aus der Sicht des reinen Subjekts betrachtet.

„Wie die Naturwissenschaft den Idealismus aus dem Realismus hervorbringt, indem sie die Naturgesetze zu Gesetzen der Intelligenz vergeistigt, oder zum Materiellen das Formelle hinzufügt, so die Transzendental-Philosophie den Realismus aus dem Idealismus, dadurch, dass sie die Gesetze der Intelligenz zu Naturgesetzen materialisiert, oder zum Formellen das Materielle hinzubringt.“

Der Unterschied beider Ansätze liegt vor allem darin, dass Schelling eine vom Bewusstsein unabhängige Realität der Natur annahm, in der das Ich aufgeht (objektiver Idealismus), während nach Fichte das Absolute mit dem sich selbst setzenden Subjekt identisch ist (subjektiver Idealismus). Schelling charakterisierte dies wie folgt:

„Fichte könnte sich mit dem Idealismus auf dem Standpunkt der Reflexion halten, ich dagegen hätte mich mit dem Prinzip des Idealismus auf den Standpunkt der Produktion gestellt: um diese Entgegensetzung aufs verständlichste auszudrücken, so müsste der Idealismus in der subjektiven Bedeutung behaupten, das Ich sei Alles, der in der objektiven Bedeutung umgekehrt: Alles sei =Ich,“

Die transzendentale Frage konzentrierte sich bei Fichte auf die „Tathandlung“ eines völlig autonomen und sich selbst genügsamen Subjekts. Der Idealist sucht den Grund der Erfahrung nicht in dem dogmatischen Empirismus, sondern im „Ich an sich“, das etwas Reales im Bewusstsein ist. In der Selbstbestimmung des Denkenden liegt der Grund der Freiheit. Transzendentale Freiheit ist das Vermögen, erste unabhängige Ursache zu sein.

„Dasjenige, dessen Sein (Wesen) bloß darin besteht, dass es sich selbst als seiendes setzt, ist das Ich, als absolutes Subjekt. So wie es sich setzt, ist es; und so wie es ist, setzt es sich; und das Ich ist demnach für das Ich schlechthin, und notwendig. Was für sich selbst nicht ist, ist kein Ich...“

Die Selbstsetzung des Ichs ist ohne Voraussetzung. Mit der intellektuellen Anschauung wird das Wesen des Ichs erfasst. Dieses Ich ist nicht etwas und kann deshalb kein Prädikat haben. Im Gegensatz zu Kant band Fichte die Geltung der objektiven (erscheinenden) Welt an die Intersubjektivität. Für Fichte wird die Realität „bloß durch die Einbildungskraft hervorgebracht“. Zwar ist diese Realität vom Bewusstsein unabhängig, aber sie ist transzendental, weil die erkennende Vernunft weiß, dass dieses Unabhängige „ein Produkt ihrer eigenen Denkkraft ist.“
Hegel begrüßte den von Kant und Fichte herausgearbeiteten Grundgedanken der auf sich selbst reflektierenden Vernunft als Grundbedingung der Erfahrung, bezeichnete aber deren konkrete Ausgestaltung als Philosophie des Bewusstsein und nicht des Geistes, also als Psychologismus. Den Unterschied zwischen Fichte und Schelling sah er im Prinzip der Identität und im Systembegriff:

„Als Grundcharakter des Fichteschen Prinzips ist aufgezeigt worden, daß Subjekt = Objekt aus dieser Identität heraustritt und sich zu derselben nicht wiederherzustellen vermag, weil das Differente ins Kausalitätsverhältnis gesetzt wurde. Das Prinzip der Identität wird nicht Prinzip des Systems; sowie das System sich zu bilden anfängt, wird die Identität aufgegeben. Das System selbst ist eine konsequente verständige Menge von Endlichkeiten, welche die ursprüngliche Identität nicht in den Fokus der Totalität, zur absoluten Selbstanschauung zusammenzugreifen vermag. […] Das Prinzip der Identität ist das Prinzip des ganzen Schellingschen Systems; Philosophie und System fallen zusammen; die Identität verliert sich nicht in den Teilen, noch weniger im Resultate.“

## Wiederbelebung im Neukantianismus
Nach einer Phase der Psychologisierung der Erkenntnistheorie, die von Fries bis Eduard von Hartmann reichte, hob der Neukantianismus die transzendentale Fragestellung wieder in den Fokus, wobei die starren Konzepte Kants wie das Ding an sich und die Kategorien teilweise verworfen oder modifiziert wurden. So ging Friedrich Albert Lange von verschiedenen Weltbildern wie dem naturwissenschaftlichen, dem poetischen oder dem religiösen aus, die gleichberechtigt nebeneinander stehen. In der Marburger Schule stand die Vereinbarkeit der Philosophie und der modernen Wissenschaften am Ende des 19. Jahrhunderts im Vordergrund. Für Hermann Cohen war Transzendentalphilosophie „die Möglichkeit einer Erkenntnis, welcher der Werth apriorischer oder wissenschaftlicher Geltung zukommt.“ Transzendentalphilosophie wird bei Cohen zu einer Grundlagenreflexion auf die Methoden der Wissenschaften, die die Einheit des Wissens sicherstellt. Paul Natorp arbeitete vor allem den Funktionsgedanken weiter aus, der den Ausgangspunkt allgemeiner Gesetze bildet, mit denen die unendlichen Einzelerkenntnisse in eine Ordnung gebracht werden. Auch bei ihm findet sich schon die Auffassung, dass es für Aussagen keine letzte Begründung gibt. Heinrich Rickert beschrieb die Transzendentalphilosophie plakativ als die „Wissenschaft von dem Gegenstand der Erkenntnis und von der Erkenntnis des Gegenstandes.“ Er machte vor allem auf die methodischen Unterschiede von Natur- und Geisteswissenschaften aufmerksam. In seiner Philosophie der symbolischen Formen betonte Ernst Cassirer, dass zu den Grundformen des geistigen Produzierens nicht nur die Erkenntnis, sondern auch das sprachliche Denken, das mythisch-religiöse Denken und auch die künstlerische Anschauung gehören. Die Erweiterung der Perspektive ermöglicht es, „die passive Welt der bloßen Eindrücke, in denen der Geist zunächst befangen scheint, zu einer Welt des reinen geistigen Ausdrucks umzubilden.“

## Das transzendentale Ich bei Husserl
Edmund Husserls Anliegen war, durch Analyse des Bewusstseins die logische Konstitution allgemeiner Begriffe zu erfassen. Untersuchungsgegenstand sind somit nicht Gegenstände oder Sachverhalte, sondern das Bewusstsein von diesen. Die von ihm eingeführte Methode ist die Epoché, bei der alle Geltungsansprüche ausgeklammert und die Wesensmerkmale des Untersuchungsgegenstandes durch Variationen der Betrachtung herausgearbeitet werden. Wichtige Momente sind dabei die Intentionalität des Bewusstseins und die Evidenz als Maßstab der Wahrheit. Husserls Phänomenologie war gegen den Psychologismus gerichtet („zu den Sachen selbst“) und stand zunächst in Distanz zu Kant. Je mehr er sich jedoch mit der Frage des Selbst auseinandersetzte, umso stärker näherte er sich der Fragestellung Kants an. Man spricht etwa ab 1907 von einer „transzendentalen Wende“ bei Husserl. Die transzendentale Wende wurde von einem wesentlichen Teil seiner Schüler nicht mit vollzogen; insbesondere der „Göttinger Kreis“ mit Pfänder, Geiger, Conrad-Martius, von Hildebrand und Scheler verstand weiterhin die Phänomenologie als Wesensanalyse der ontologischen Voraussetzungen aller geistigen Akte überhaupt. Am Ende bezeichnete Husserl die transzendentale Phänomenologie als die „Endform der Transzendentalphilosophie“. Husserl sprach von einem korrelativen Verhältnis von erkennendem Bewusstsein und objektiv weltlichem Gegenstand, das man in einer philosophisch-meditierenden Situation analysiert.

„Ich selbst gebrauche das Wort ‚transzendental’ im weitesten Sinne für das originale Motiv, das durch Descartes in allen neuzeitlichen Philosophien das sinngebende ist und in ihnen allen sozusagen zu sich selbst kommen, die echte und reine Aufgabengestalt und systematische Auswirkung gewinnen will. Es ist die Rückfrage nach der letzten Quelle aller Erkenntnisbildungen, des Sichbesinnens des Erkennenden auf sich selbst, und sein erkennendes Leben, in welchem alle ihm geltenden wissenschaftlichen Gebilde zweckmäßig geschehen, als Erwerbe aufbewahrt und frei verfügbar geworden sind und werden. Radikal sich auswirkend, ist es das Motiv einer rein aus dieser Quelle begründeten, also letztbegründeten Universalphilosophie. Diese Quelle hat den Titel ICH-SELBST mit meinem gesamten wirklichen und vermöglichen Erkenntnisleben, schließlich mein konkretes Leben überhaupt. Die ganze transzendentale Problematik kreist um DIESES meines ICH – das ‚ego’ – zu dem, was zunächst selbstverständlich dafür gesetzt wird: meine SEELE und dann wieder um das Verhältnis dieses Ich und meines Bewußtseinslebens zur WELT, deren ich bewußt bin und deren wahres Sein ich in meinen eigenen Erkenntnisgebilden erkenne.“

Husserl beanspruchte für die Phänomenologie eine universelle Gültigkeit, wenn auch das Erreichen universell gültiger Aussagen „ein im Unendlichen liegendes Ziel“ ist. Ort der Letztbegründung ist das transzendentale Ich, das man in der Reflexion gewinnt. Das ego ist die letzterreichbare Instanz für jede Form von Sinn. Seine Existenz ist zweifelsfrei (apodiktisch evident). Die Bewusstseinsinhalte hingegen fließen in der Zeit und ihre Evidenz kann nur adäquat sein. Aufgabe der Phänomenologie ist es, nicht die Existenz, sondern den Seinsinhalt dieses ego in einer reflexiven Analyse näher zu bestimmen. Dieser Akt ist eine Form „transzendentaler Selbsterfahrung“. Die transzendentale Selbstkritik ist die auf Letztbegründung abzielende erste Erkenntniskritik an sich.

„In solcher Forschung wird die vorwissenschaftlich und wissenschaftlich erkennende Subjektivität thematisch, also selbst zur erfahrenen, bedachten, und sie wird zum Feld einer auf wahres Sein, wahre Urteile, Theorien über sie abzielenden Erkenntnistätigkeit der hierbei erkenntniswissenschaftlich tätigen wissenschaftlichen Personen.“

„Das transzendentale Ich ist rein in sich; es vollzieht aber in sich eine Selbstobjektivation, gibt sich selbst die Sinnesgestalt ‚menschliche Seele’ und ‚objektive Realität’.“
Husserl betonte die „Identität von transzendentalem Ich und empirischen Ich.“, wies aber zugleich auf die Differenz hin, die in sich einen paradoxen Charakter hat.

„Unvermeidlich bleibt die Differenz zwischen der empirischen und transzendentalen Subjektivität, und doch auch unvermeidlich, aber auch unverständlich ihre Identität. Ich selbst als transzendentales Ich ‚konstituiere’ die Welt und bin zugleich als Seele menschliches Ich in der Welt. Der Verstand, der der Welt sein Gesetz vorschreibt, ist mein transzendentaler Verstand, und dieser formt mich selbst nach diesen Gesetzen, er, der doch mein, des Philosophen, seelisches Vermögen ist. Das selbst setzende Ich, von dem Fichte spricht, kann es ein andres sein, als das Fichtes?“

Für Husserl wird das transzendentale Ich, das die Epoché und die Reflexion vollzieht, zur absoluten Begründungsinstanz für alles was außer ihm selbst liegt. Der Gefahr eines idealistischen Subjektivismus begegnete Husserl ähnlich wie Fichte durch das Konzept der Intersubjektivität.

„Aber wie steht es dann mit anderen ego’s, die doch nicht nur bloße Vorstellung und Vorgestelltes in mir sind, synthetische Einheiten möglicher Bewährung in mir, sondern sinngemäß eben A n d e r e?“

Husserls Antwort lautet: Wenn das transzendentale Ich für sich in Anspruch nimmt, dass es konstitutiv für alle Erkenntnis ist, dann wird auch jedes andere transzendentale Ich diesen Anspruch erheben. Jedes transzendentale ego hat eine eigene „Primordinalsphäre“, die in einer wechselseitigen Beziehung zu einer Erlebnisgemeinschaft wird. Das reine Ich kann sich als Person nur aus einer Fremdsicht auffassen. Ohne den Anderen ist eine Selbstobjektivierung nicht möglich.
Der Unterschied von Husserl zu Kant liegt vor allem in der Methode, in der „rein immanenten Wesenlehre der Intentionalität“, die bei Kant und seinen Nachfolgern bis dahin unbekannt war. Im Verlaufe seiner Arbeiten beschrieb Husserl verschiedene Wege zu einer transzendentalen Selbsterfahrung.
- Der Cartesianische Weg ist das skeptische Einklammern aller transzendentalen Mitmeinungen des Erlebens.[57] Dieser Weg führt am Ende in den Solipsismus.[58]
- Der Weg über die Psychologie ist die Untersuchung des rein Seelischen.[59] Durch diese Art des Weltzugangs verbleiben Implikationen, die in einer transzendentalen Reduktion noch weiter aufgelöst werden müssen. Dieser Weg führt in die Phänomenologie der Intersubjektivität, die als solche ein „transzendentaler Idealismus“ ist.[60]
- Der dritte Weg führt schließlich in die transzendentale Ontologie.[61] Auf diesem Weg wird die Lebenswelt und die Weltoffenheit des Menschen zum Thema. Der Mensch ist kein inhaltsleeres ego, sondern Möglichkeit der Begegnung mit der Welt. In der transzendentalen Perspektive reflektiert er aus seinen Einstellungen zur Welt heraus die eigene Erkenntnis- und Einstellungsart, sein „mundanes Sein“.

## Transzendentale Argumente
Die Diskussion um transzendentale Argumente geht auf Peter Strawson zurück. Dieser hatte sich aus dem Ansatz der analytischen Philosophie heraus intensiv mit Kant befasst und in seinem grundlegenden Werk „Individuals“ (1959), in dem er sich unter anderem mit der Universalienfrage auseinandersetzte, die These aufgestellt, dass es Begriffe gibt, die als notwendig für Erkenntnis begründet werden können. Es ist die Frage nach Grundtatbeständen und der Art, wie der Mensch über die Welt denkt. Strawson nannte als ein Beispiel, die Unterscheidung zwischen eigenem und fremdem Bewusstsein. Dies setzt die Fähigkeit zu dieser Unterscheidung sowie Kriterien voraus, um diese Unterscheidung überhaupt treffen zu können. Das zweite Beispiel ist der Begriff Einzelding. Welche Implikationen und Präsuppositionen hat der Gedanke, dass materielle Dinge von anderen verschieden sind und zu verschiedenen Zeiten auf unterschiedliche Weise in räumlicher Beziehung zueinander stehen. Ohne die Existenz einer raum-zeitlichen Welt könnte der Mensch über Einzeldinge nicht reden. Kant hatte zur Widerlegung des Idealismus ein ähnliches Argument verwendet und als Lehrsatz formuliert:

„Das bloße, aber empirisch bestimmte, Bewusstsein meines eigenen Daseins beweiset das Dasein der Gegenstände im Raum außer mir“

In der Transzendentalen Deduktion der Kategorien in der 2. Auflage der Kritik der reinen Vernunft hat Kant in etwa wie folgt argumentiert: Es gibt Urteile über die zeitliche Ordnung meines Bewusstseins. Diese Urteile sind nur möglich mit der Erfahrung einer dauerhaften Substanz außer mir. Daher gibt es eine dauerhafte Substanz. Kants Beispiel ist Wasser und Eis (gefrorenes Wasser). Der Begriff der Substanz kann nicht aus den Beobachtungen abgeleitet werden, man kann den Begriff aber ohne Beobachtung auch nicht inhaltlich füllen. Strawson hat diese Argumentation in einem Kommentar (The Bounds of Sense, 1966) detailliert untersucht und grundlegende Anforderungen an transzendentale Argumente formuliert. Aus der analytischen Perspektive hat er Kants Lehre von den Kategorien und von den reinen Anschauungsformen von Raum und Zeit ebenso wie den Dualismus von Sinnlichkeit und Verstand als Psychologismus verworfen, aber besonders den bei Kant erstmals zu findenden Ansatz begrüßt, „die allgemeine Struktur von Vorstellungen und Grundsätzen“ zu untersuchen.
Transzendentale Argumente sind darauf ausgerichtet, den Skeptizismus zu widerlegen und die Existenz bewusstseins- oder geistunabhängiger Tatsachen zu begründen. Sie behaupten, dass es Bedingungen der Erkenntnisfähigkeit oder des Wissens gibt, die allgemeine und notwendige Voraussetzungen sind, damit man von sicherer Erkenntnis sprechen kann. Sie werden oft in der logischen Form des modus ponens vorgetragen.
|          | allgemeine Form                                                             | Beispiel nach Strawson                                              |
| -------- | --------------------------------------------------------------------------- | ------------------------------------------------------------------- |
| (1) p →q | Wenn man über p spricht, setzt man q voraus                                 | Wenn man über Einzeldinge spricht, setzt man eine Außenwelt voraus  |
| (2) p    | weil q notwendige Voraussetzung für eine Aussage über p ist, ist q der Fall | Man kann über Einzeldinge nur sprechen, weil es eine Außenwelt gibt |
| (3) q    | q ist der Fall                                                              | Also gibt es eine Außenwelt                                         |

Damit das vorliegende Schema die Merkmale eines transzendentalen Arguments aufweist, muss (1) der Obersatz nicht nur synthetisch a priori, sondern auch gehaltvoll und informativ sein und (2) der Untersatz als ein sicher gewusstes Faktum ein analytisch wahrer Satz sein. Nur dann gilt, dass auch der Schluss (3) synthetisch a priori ist, weil der Wahrheitswert des Obersatzes auf die Konklusion transferiert wird. Die Diskussion transzendentaler Argumente konzentriert sich neben dem Inhalt der jeweiligen Thesen auf die Frage, ob Schlüsse dieser Art überhaupt geeignet sind, eine Letztbegründung zu geben.
Bekannte Beispiele transzendentaler Argumente stammen von Hilary Putnam mit einem externalistischen Argument gegen die Gehirn-im-Tank-These des Außenweltskeptizismus, Donald Davidson, der mit der These der generellen Übersetzbarkeit aller Sprachen ein interpretationstheoretisches Argument gegen die Möglichkeit eines grundsätzlichen Falschverstehens aufstellte, oder John Searle, der versuchte, die Existenz der Außenwelt zu begründen, und der den externen Realismus nicht für eine „These oder Hypothese, sondern [für] die Bedingung für die Aufstellung bestimmter Arten von Thesen und Hypothesen“ hielt. Die Außenwelt bezeichnete er als einen „Raum der Möglichkeiten“, der „unabhängig von aller Repräsentation“ ist. Auch die Figur performativer Widersprüche (siehe: Retorsion) wird zu den transzendentalen Argumenten gezählt.
Eine maßgebliche Kritik an der formalen Struktur äußerte Barry Stroud:

„Kant stellt an ein transzendentales Argument den Anspruch, die Frage nach der ‚Rechtfertigung’ zu beantworten und damit die ‚objektive Gültigkeit’ gewisser Begriffe zu beweisen. Ich habe dies so verstanden, dass der Begriff ‚X’ nur dann objektive Gültigkeit hat, wenn es X-e gibt, und dass der Nachweis der objektiven Gültigkeit des Begriffs gleichbedeutend ist mit dem Nachweis der tatsächlichen Existenz von X-en. Kant glaubte, er könne von den notwendigen Bedingungen des Denkens und der Erfahrung auf die Falschheit des ‚Problematischen Idealismus’ schließen und auf diese Weise die tatsächliche Existenz der äußeren Welt materieller Gegenstände ableiten, und nicht allein die Tatsache, dass wir glauben, es gäbe eine solche Welt, oder dass es sie, nach allem, was wir sagen können, gibt. Die Überprüfung einiger neuerer Versuche, auf analoge Weise zu argumentieren, gibt Anlass zu der Vermutung, dass – legt man nicht ein Verifikationsprinzip zugrunde, mit dessen Hilfe automatisch jedes weitere indirekte Argument überflüssig wird – auf dem Wege einer Untersuchung der notwendigen Bedingungen für Sprache allerhöchstens bewiesen werden kann, dass wir zum Beispiel glauben müssen, dass es materielle Gegenstände oder Bewusstsein bei anderen (other minds) gibt, um überhaupt mit Bedeutung sprechen zu können.“

Für Stroud beinhalten transzendentale Argumente immer schon die Hintergrundannahme des transzendentalen Idealismus. Das „es muss so sein“ beinhaltet einen versteckten Wechsel von der Aussageebene zur Annahme eines Sachverhalts. Ohne die Annahme einer außerhalb des Arguments liegenden Voraussetzung (dass es eine Außenwelt gibt), gibt es keinen logischen Grund, das Argument zu akzeptieren. Denn auch wenn intuitiv eine Außenwelt für das Reden über Einzeldinge notwendig erscheint, so gibt es keinen Beweis dafür, dass es sich nicht anders verhält. Transzendentale Argumente können daher nur gültig sein, wenn man die Prämissen verifiziert (Verifikationismus). Dass ein Mensch existieren muss, wenn man darüber spricht, dass er etwas tut, besagt noch nicht, dass er auch tatsächlich existiert. Die Forderung der Existenz bleibt auf der sprachlichen Ebene. In einer späteren Arbeit hat Strawson zugestanden, dass Strouds Kritik berechtigt ist. Ähnlich wie Stroud argumentierte Stephan Körner, dass transzendentale Argumente keinen Nachweis für die Notwendigkeit erbringen. Es ist immer noch denkbar, wenn auch nicht unbedingt vorstellbar, dass in einer anderen, dem Menschen unbekannten Welt ganz andere Erkenntnisprinzipien (conceptual schemes) gelten.
Als Alternative hat Stroud vorgeschlagen „moderate“ oder „bescheidene“ transzendentale Argumente zu verwenden. Dieser Vorschlag entspricht einem erkenntnistheoretischen Idealismus. Wenn man die Existenz einer Außenwelt nicht nachweisen kann, so kann man zumindest argumentieren, dass man die Überzeugung haben muss, dass man über die Fähigkeit zur Interpretation (a interpretive framework) verfügt, über eine Außenwelt zu sprechen. Es geht dann nicht mehr um Aussagen, wie die Welt ist, sondern darum, wie der Mensch die Welt erfährt. Damit er über Einzeldinge reden kann, muss er annehmen, dass Einzeldinge auch dann weiter existieren, wenn er sie nicht sieht. Voraussetzung, dass eine solche Überzeugung (die Existenz von Einzeldingen) für wahr gehalten wird, ist ihre Unabdingbarkeit. Es kommt dann nur darauf an, dass es keine Argumente gegen diese Überzeugungen gibt, nicht darauf, ob sie tatsächlich falsch sind.

## Weitere Ansätze

### Transzendentalpragmatik
Einen Anspruch auf Letztbegründung erhebt die von Karl-Otto Apel und Wolfgang Kuhlmann in Auseinandersetzung mit Vertretern des kritischen Rationalismus konzipierte Position der Transzendentalpragmatik, die insbesondere in der Auseinandersetzung mit Hans Albert weiterentwickelt wurde. An die Stelle des transzendentalen Selbstbewusstseins tritt in dieser „Transformation der Transzendentalphilosophie“ das Konzept eines „Apriori der Kommunikationsgemeinschaft“, das Apel aus der pragmatischen Maxime von Peirce in Verbindung mit der Idee der Sprachspiele von Wittgenstein und der Konzeption der Sprechakte von John Searle entwickelte. Apel und Kuhlmann gestehen zu, dass der Versuch, skeptische Argumente zu widerlegen, am Münchhausen-Trilemma scheitert. Gegen den kritischen Rationalismus halten sie aber dennoch eine Letztbegründung für möglich. Denn auch der Skeptiker befindet sich bereits in einer Argumentation, die als Sprachspiel bestimmten Präsuppositionen und konstitutiven Regeln folgt. Diese allgemeine Praxis kann auch ein Skeptiker ohne Selbstwiderspruch nicht leugnen.

„Wenn ich etwas nicht ohne aktuellen Selbstwiderspruch bestreiten und zugleich nicht ohne formallogische petitio principii deduktiv begründen kann, dann gehört es eben zu den transzendentalpragmatischen Voraussetzungen der Argumentation, die man anerkennen muß, wenn das Sprachspiel der Argumentation seinen Sinn behalten soll.“

Jürgen Habermas knüpft in seiner Universalpragmatik ähnlich wie Apel an pragmatische Lösungsversuche des Problems transzendentaler Argumente bei Jaakko Hintikka oder Henry L. Ruf an. Habermas distanziert sich allerdings von Apels Letztbegründungsanspruch.

„Gewiß, das intuitive Regelwissen, das sprach- und handlungsfähige Subjekte verwenden müssen, um an Argumentationen überhaupt teilnehmen zu können, ist in gewisser Weise nicht fallibel – wohl aber unsere Rekonstruktion dieses vortheoretischen Wissens und der Universalitätsanspruch, den wir damit verbinden. Die Gewißheit, mit der wir unser Regelwissen praktizieren, überträgt sich nicht auf die Wahrheit von Rekonstruktionsvorschlägen für hypothetisch allgemeine Präsuppositionen; denn diese können wir auf keine andere Weise zur Diskussion stellen als beispielsweise ein Logiker oder ein Linguist seine theoretischen Beschreibungen.“

Habermas spricht von einer Detranszendentalisierung der Argumentation, wenn er sich für seinen idealen  Diskurs auf Voraussetzungen beschränkt, die de facto gelten sollen, damit bestimmte Praktiken möglich sind. Hierzu zählt er die pragmatische Unterstellung einer gemeinsamen, objektiven Welt und die Rationalität zurechnungsfähiger Aktoren im Rahmen des kommunikativen Handelns.

### Transzendentalphilosophen in der Gegenwartsphilosophie
In der zweiten Hälfte des 20. Jahrhunderts wurde eine Reihe von Einzelpositionen entwickelt, die eng an die kantische Transzendentalphilosophie, teilweise an den Deutschen Idealismus anknüpfen und jeweils besondere Aspekte oder Perspektiven herausarbeiten und betonen.
Indem er nach den Bedingungen der Möglichkeit eines Offenbarungsglaubens fragte, versuchte Joseph Maréchal eine transzendentale Begründung des Neuthomismus, die unter anderem in den Positionen von Johannes Baptist Lotz, Emerich Coreth oder Karl Rahner wirksam wurde.
Wolfgang Cramer betonte das „Erleben“ als Grundform aller Subjektivität, das sich durch den unmittelbaren Bezug und in einer zweiten Stufe durch das Bezugnehmen auf diesen Bezug reflexiv gestaltet und auf diese Weise produktiv wird. Cramer entwickelte eine Ontologie der Subjektivität und versuchte sich der Idee des „Ich denke“ durch „Wegdenken von Denken“ zu nähern.
Hans Wagner entwickelte anhand der Korrelation von Subjekt, Objekt, Akt (Noesis) und Gehalt (Noema) ein Konzept zur Reflexion, in dem gegenstandsgerichtetes Denken, reflektierendes Denken und die Frage der Geltung von Theorien in einen einheitlichen Bezug gesetzt werden.
Hermann Krings stellte das Konzept eines „transzendentalen Aktus“ in den Mittelpunkt seiner Überlegungen, der in der Reflexion einerseits einen Fortgang zu inhaltlicher Fülle, andererseits einen Rückgang zu sich selbst erzeugt. Krings verzichtete auf eine Letztbegründung und sah in den Kategorien Denkbegriffe, die sich aus der Erfahrung bilden und im transzendentalen Aktus jeweils im neuen Zusammenhang aktualisiert werden. Durch Fehlen von Grenzen in der Geschichte und in den Wissenschaften ist auch die Entstehung neuer Kategorien nicht begrenzt.
Odo Marquard bewertete die Transzendentalphilosophie Kants, Fichtes und Schellings als Weigerung, „das Gegebene als Instanz zu akzeptieren.“ Er sah eine enge Verbindung der Transzendentalphilosophie zur Psychoanalyse. Die von Kant aufgezeigte Ohnmacht der Vernunft führe in die Erklärung des Menschen aus dem Triebgrund. Psychoanalyse „ist demnach kein ‚Gegensatz’, sondern ein ‚Zustand’ der Transzendentalphilosophie.“ Marquards Kritik gilt vor allem der einseitigen Ausrichtung der Vernunft bei Kant auf Rationalität und Naturwissenschaften. Diesem stellte er das Konzept der „Triebnatur“ gegenüber, die die Autonomie des Ich beschränkt.
Harald Holz hat in einem neu durchdachten Anschluss an Kant, Fichte, Hegel und Schelling sowie unter Aufnahme neugefaßter neuplatonischer Motive einen transzendentalen Relationismus entworfen, in dem Relation als Subsistenzdynamik wirksam wird, welche sowohl eine neue Sicht von Letztbegründung erschließt, wie auch zugleich sich als Grundlage einer umfassenden offenen Systemik erweist, worin Kontingenz und Absolutheit, d. h. Weltgesamt-Sinn und Einzelprozessualität, Apriori- und Aposteriori-Stufung, Leiblichkeit und Geist (Gehirnleben und Reflexivität) sowie Ästhetik und Moral sich 'synthesieren'.
Karl Czasny hat im Anschluss an die von Habermas in Erkenntnis und Interesse geleistete Verknüpfung der Transzendentalphilosophie mit dem Pragmatismus und der marxistischen Gesellschaftskritik eine Position erarbeitet, die er als 'transzendentalen Pragmatismus' bezeichnet. Die später von Habermas entwickelte Universalpragmatik kritisiert Czasny als ein Abrücken vom Pragmatismus. Habermas rolle hier die Erkenntnisproblematik nicht mehr von der erfahrungskonstitutiven Funktion des Handelns her auf, sondern betrachte sie nur noch aus der Perspektive der argumentativen Einlösung von Geltungsansprüchen. Czasny selbst hält an der Verschmelzung des transzendentalen mit dem pragmatistischen Anliegen fest und bemüht sich auf dieser Basis um erkenntniskritische Rekonstruktion wichtiger Grundbegriffe der Natur-, Sozial- und Formalwissenschaften.
Weiter zu nennen sind Dieter Henrichs Theorie des Selbstbewusstseins, Hans Michael Baumgartners transzendentale Geschichtsphilosophie, die Transzendentale Existenzphilosophie von Heinrich Barth, die in der Auseinandersetzung mit Quine entwickelte „offene Transzendentalphilosophie“ Henri Laueners und Wolfgang Röds oder der Interpretationismus von Günter Abel und Hans Lenk. Die Weltoffenheit des Menschen, die ihm eine Überwindung seiner Triebstruktur ermöglicht, ist der Ansatz einer transzendentalen theologischen Anthropologie bei Wolfhart Pannenberg Gerold Prauss wendet sich mit einer nichtempirischen Theorie der auf Raum und Zeit beruhenden Subjektivität als Intentionalität gegen die Naturalisierungsversuche in der modernen Philosophie. Peter Rohs versucht die Philosophie Kants mit der Spinozas in Form einer Feldtheorie der Zeit zu verknüpfen. Thomas Rentsch vertritt aus Sicht der philosophischen Anthropologie die These, dass der Rückbezug auf die primäre Lebenswelt vor aller Theorie liegt. Deshalb ist der Mensch nur in seiner Situationalität verständlich und eine subjektzentrierte Bewusstseinsphilosophie abzulehnen.